# Príncipe Narinaga
O Príncipe Narinaga ou Príncipe Nariyoshi (成良親王, Narinaga no shinnō, Nariyoshi no shinnō, 1325 – 21 de janeiro de 1338) foi um dos xoguns que governaram o Japão durante a Restauração Kenmu, entre 1334 e 1336.
Era filho do imperador  Go-Daigo, e foi deposto e assassinado por Ashikaga Tadayoshi em 1338. Sua morte decretou a queda da Restauração Kenmu e o retorno do cargo de xogum nas mãos dos samurais, pelo clã Ashikaga que fundou o xogunato Ashikaga no mesmo ano.
| Precedido por Príncipe Morinaga | -- 2°Xogum da Restauração Kemmu 1334 - 1336 | Sucedido por Ashikaga Takauji (xogunato Ashikaga) |